# 13349 Yarotsky
13349 Yarotsky eller 1998 SD139 är en asteroid i huvudbältet som upptäcktes den 26 september 1998 av LINEAR i Socorro County, New Mexico. Den är uppkallad efter Misty Yarotsky.
Asteroiden har en diameter på ungefär 7 kilometer och den tillhör asteroidgruppen Padua.